# President del Vietnam
El President del Vietnam (en vietnamita: Chủ tịch nước Việt Nam) és el cap d'Estat del Vietnam, encara que les funcions del President són sovint cerimonial. El President és responsable d'assignar el Primer Ministre i el Gabinet d'entre els membres de l'Assemblea Nacional, basant llur decisió en les indicacions de la mateixa Assemblea. Altres funcions del President són (nominalment) la de Comandant de l'exèrcit vietnamita, i la de Cap del Consell de Defensa Nacional i Seguretat. El càrrec sempre l'ha ostentat un alt càrrec del Partit Comunista del Vietnam, en tant que partit únic del país.

## Història de la Presidència
El càrrec de President fou creat el 2 de juliol de 1976 amb l'establiment de la República Socialista del Vietnam. Hi ha hagut sis presidents des d'aquell punt (sense comptar els President interins), tots ells de sexe masculí. Des del 4 de juliol de 1981, el nom del càrrec fou canviat de President a President del Consell d'Estat, però es restaurà l'antic nom el 22 de setembre de 1992.

## República Democràtica del Vietnam(Vietnam del Nord, 1945-1976)

### Presidents
| Nom           | Inici mandat                                                  | Fi mandat             | Partit                                                                                      |
| ------------- | ------------------------------------------------------------- | --------------------- | ------------------------------------------------------------------------------------------- |
| Hồ Chí Minh   | 2 de setembre de 1945                                         | 2 de setembre de 1969 | Partit Comunista Indoxinès (fins a 1951), Partit del Treballadors Vietnamites (des de 1951) |
| Tôn Đức Thắng | 3 de setembre de 1969 (interí fins al 23 de setembre de 1969) | 2 de juliol de 1976   | Partit del Treballadors Vietnamites                                                         |

## República Socialista del Vietnam(Vietnam, 1976-actualitat)

### Presidents
| Nom                     | Inici mandat        | Fi mandat           | Partit                                                                                        |
| ----------------------- | ------------------- | ------------------- | --------------------------------------------------------------------------------------------- |
| Tôn Đức Thắng           | 2 de juliol de 1976 | 30 de març de 1980  | Partit del Treballadors Vietnamites (fins a 1976), Partit Comunista del Vietnam (des de 1976) |
| Nguyễn Hữu Thọ (interí) | 30 de març de 1980  | 4 de juliol de 1981 | Partit Comunista del Vietnam                                                                  |

### Presidents del Consell d'Estat
| Nom          | Inici mandat        | Fi mandat              | Partit                       |
| ------------ | ------------------- | ---------------------- | ---------------------------- |
| Trường Chinh | 4 de juliol de 1982 | 17 de juny de 1988     | Partit Comunista del Vietnam |
| Võ Chí Công  | 18 de juny de 1988  | 25 de setembre de 1993 | Partit Comunista del Vietnam |

### Presidents
| Nom                        | Inici mandat           | Fi mandat              | Partit                       |
| -------------------------- | ---------------------- | ---------------------- | ---------------------------- |
| Lê Đức Anh                 | 23 de setembre de 1992 | 24 de setembre de 1997 | Partit Comunista del Vietnam |
| Trần Đức Lương             | 24 de setembre de 1997 | 27 de juny de 2006     | Partit Comunista del Vietnam |
| Nguyễn Minh Triết          | 27 de juny de 2006     | 25 de juliol de 2011   | Partit Comunista del Vietnam |
| Trương Tấn Sang            | 25 de juliol de 2011   | 31 de març 2016        | Partit Comunista del Vietnam |
| Trần Đại Quang             | 2 d'abril 2016         | 21 de setembre 2018    |                              |
| Dang Thi Ngoc Thinh        | 21 de setembre 2018    | 23 d'octubre 2018      |                              |
| Nguyễn Phú Trọng           | 23 d'octubre 2018      | 5 d'abril 2021         |                              |
| Nguyễn Xuân Phúc           | 5 d'abril 2021         | 17 de gener 2023       |                              |
| Aquí Teniu Aque Ta Un Xuan | 17 de gener 2023       | 2 de març 2023         |                              |
| Thắng Văn Thương           | 2 de març2023          | actualitat             |                              |